# Nummer-et hits i Danmark i 2015
Nummer-et hits i Danmark i 2015 er en liste over de singler der lå nummer et på den danske singlehitliste i 2015. Den var udarbejdet af International Federation of the Phonographic Industry og Nielsen Soundscan, og udgives af hitlisten.nu.

## Historie
| Dato          | Sang                             | Kunstner                             | Kilde  |
| ------------- | -------------------------------- | ------------------------------------ | ------ |
| 2. januar     | "Cheerleader (Felix Jahn Remix)" | OMI                                  | [ 1 ]  |
| 9. januar     | "Cheerleader (Felix Jahn Remix)" | OMI                                  | [ 2 ]  |
| 15. januar    | "Cheerleader (Felix Jahn Remix)" | OMI                                  | [ 3 ]  |
| 23. januar    | "Cheerleader (Felix Jahn Remix)" | OMI                                  | [ 4 ]  |
| 30. januar    | "Cheerleader (Felix Jahn Remix)" | OMI                                  | [ 5 ]  |
| 6. februar    | "Cheerleader (Felix Jahn Remix)" | OMI                                  | [ 6 ]  |
| 13. februar   | "Cheerleader (Felix Jahn Remix)" | OMI                                  | [ 7 ]  |
| 20. februar   | "Love Me Like You Do"            | Ellie Goulding                       | [ 8 ]  |
| 28. februar   | "Love Me Like You Do"            | Ellie Goulding                       | [ 9 ]  |
| 6. marts      | "Love Me Like You Do"            | Ellie Goulding                       | [ 10 ] |
| 13. marts     | "FourFiveSeconds"                | Rihanna, Kanye West & Paul McCartney | [ 11 ] |
| 20. marts     | "FourFiveSeconds"                | Rihanna, Kanye West & Paul McCartney | [ 12 ] |
| 27. marts     | "FourFiveSeconds"                | Rihanna, Kanye West & Paul McCartney | [ 13 ] |
| 3. april      | "FourFiveSeconds"                | Rihanna, Kanye West & Paul McCartney | [ 14 ] |
| 10. april     | "Lean On"                        | Major Lazer & DJ Snake feat. MØ      | [ 15 ] |
| 17. april     | "See You Again"                  | Wiz Khalifa feat. Charlie Puth       | [ 16 ] |
| 24. april     | "See You Again"                  | Wiz Khalifa feat. Charlie Puth       | [ 17 ] |
| 1. maj        | "See You Again"                  | Wiz Khalifa feat. Charlie Puth       | [ 18 ] |
| 8. maj        | "See You Again"                  | Wiz Khalifa feat. Charlie Puth       | [ 19 ] |
| 15. maj       | "See You Again"                  | Wiz Khalifa feat. Charlie Puth       | [ 20 ] |
| 22. maj       | "See You Again"                  | Wiz Khalifa feat. Charlie Puth       | [ 21 ] |
| 29. maj       | "See You Again"                  | Wiz Khalifa feat. Charlie Puth       | [ 22 ] |
| 5. juni       | "See You Again"                  | Wiz Khalifa feat. Charlie Puth       | [ 23 ] |
| 12. juni      | "See You Again"                  | Wiz Khalifa feat. Charlie Puth       | [ 24 ] |
| 19. juni      | "See You Again"                  | Wiz Khalifa feat. Charlie Puth       | [ 25 ] |
| 26. juni      | "7 Years"                        | Lukas Graham                         | [ 26 ] |
| 3. juli       | "7 Years"                        | Lukas Graham                         | [ 27 ] |
| 10. juli      | "7 Years"                        | Lukas Graham                         | [ 28 ] |
| 15. juli      | "7 Years"                        | Lukas Graham                         | [ 29 ] |
| 22. juli      | "7 Years"                        | Lukas Graham                         | [ 30 ] |
| 29. juli      | "Strip No More"                  | Lukas Graham                         | [ 31 ] |
| 5. august     | "7 Years"                        | Lukas Graham                         | [ 32 ] |
| 12. august    | "Can't Feel My Face"             | The Weeknd                           | [ 33 ] |
| 19. august    | "C'est la vie"                   | Gilli feat. MellemFingaMuzik         | [ 34 ] |
| 26. august    | "C'est la vie"                   | Gilli feat. MellemFingaMuzik         | [ 35 ] |
| 1. september  | "What Do You Mean?"              | Justin Bieber                        | [ 36 ] |
| 8. september  | "What Do You Mean?"              | Justin Bieber                        | [ 37 ] |
| 15. september | "Uanset"                         | Rasmus Seebach                       | [ 38 ] |
| 23. september | "What Do You Mean?"              | Justin Bieber                        | [ 39 ] |
| 30. september | "What Do You Mean?"              | Justin Bieber                        | [ 40 ] |
| 7. oktober    | "What Do You Mean?"              | Justin Bieber                        | [ 41 ] |
| 14. oktober   | "What Do You Mean?"              | Justin Bieber                        | [ 42 ] |
| 21. oktober   | "What Do You Mean?"              | Justin Bieber                        | [ 43 ] |
| 28. oktober   | "Sorry"                          | Justin Bieber                        | [ 44 ] |
| 4. november   | "Hello"                          | Adele                                | [ 45 ] |
| 11. november  | "Hello"                          | Adele                                | [ 46 ] |
| 18. november  | "Sorry"                          | Justin Bieber                        | [ 47 ] |
| 25. november  | "Sorry"                          | Justin Bieber                        | [ 48 ] |
| 2. december   | "Love Yourself"                  | Justin Bieber                        | [ 49 ] |
| 9. december   | "Love Yourself"                  | Justin Bieber                        | [ 50 ] |
| 16. december  | "Love Yourself"                  | Justin Bieber                        | [ 51 ] |
| 23. december  | "Love Yourself"                  | Justin Bieber                        | [ 52 ] |
| 30. december  | "Love Yourself"                  | Justin Bieber                        | [ 53 ] |

## Nyheder
Per 15. juli 2015, ændredes datoerne for udgivelse, sådan at der nu udgives musik om fredagen. Listen blev derfor allerede udgivet om onsdagen nu.